# Peplos

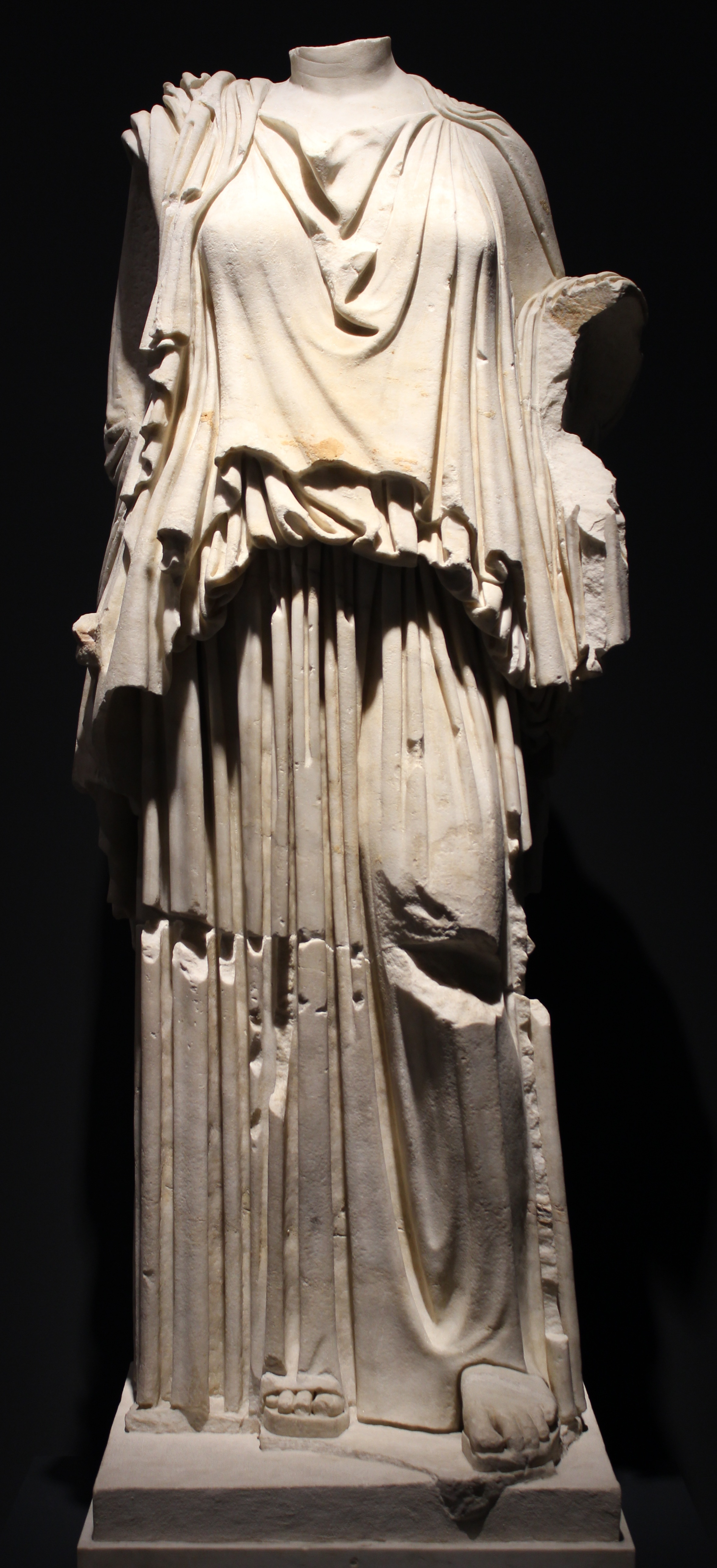
Postać w peplosie

Peplos (stgr. πέπλος peplos, łac. peplŭm) – w starożytności klasycznej długa wierzchnia szata kobiet, wykonana z prostokątnego płata wełnianej tkaniny. 
W starożytnej Grecji od okresu archaicznego do ok. 480 p.n.e. był to podstawowy ubiór kobiecy wkładany wprost na ciało, który dopiero pod koniec VI wieku p.n.e. zaczęto zastępować modnym wschodnim chitonem.     

## Opis
Złożony z prostokątnego płata jedno- lub wielobarwnej materii peplos upinano na figurze, najpierw składając go wertykalnie w połowie długości, a następnie u góry odwijając na zewnątrz jako poziomą plisę w ⅓ – ¼ szerokości tkaniny i odrzucając ją na wierzch w postaci tzw. apoptygmy (odrzutki), stanowiącej w górnej części drugą warstwę ubioru. Całość spinano na ramionach długimi igłami (accus), zapinkami (fibulami) lub innymi sprzączkami, pozostawiając z przodu nieco większy odstęp między spięciami niż z tyłu.
Szerokość tkaniny po złożeniu jej wzdłuż równa była odległości między łokciami przy wyciągniętych poziomo rękach. Długość peplosu dobierano zależnie od wzrostu i bez przepasania miał on zakrywać stopy. Długość odrzutki mogła być zróżnicowana – od zakrywającej piersi do osłaniającej biodra, i wtedy peplos bywał przepasany na odrzutce. Szata okrywała lewy bok kobiety, natomiast na prawym bywała otwarta (np. u dziewcząt w Sparcie), zszyta w połowie lub całkowicie. Ubiór ten, często bogato haftowany, Greczynki zazwyczaj starannie drapowały w fałdy; całość przepasywano, choć nie dotyczyło to dzieci i dziewcząt.

## Ewolucja formy
We wczesnym i dojrzałym okresie archaicznym peplos cechował krój wąski z krótką apoptygmą, natomiast u schyłku tego okresu i w czasach wczesnoklasycznych jego fałdy stawały się coraz obfitsze. Ponad przepasaniem wysuwano też (dla wyrównania przedniej długości) część szaty tworzącej swoistą kieszeń – tzw. kolpos, wykorzystywaną dla pomieszczenia osobistych drobiazgów. Wzorem chitonu zszywano również brzeg ubioru, poprzednio odsłaniający w ruchu prawą nogę aż do biodra. Znacznemu powiększeniu ulegała również apoptygma, a w pierwszej połowie V stulecia peplos bywał nierzadko wkładany na chiton, zamieniając się w rodzaj wierzchniej odzieży. 

## Peplum
Używana współcześnie w kinematografii łacińska nazwa peplum odnosi się do pełnometrażowych, kostiumowych, wysokobudżetowych produkcji filmowych o tematyce osadzonej w historii starożytnego Rzymu.